# Masonic Temple

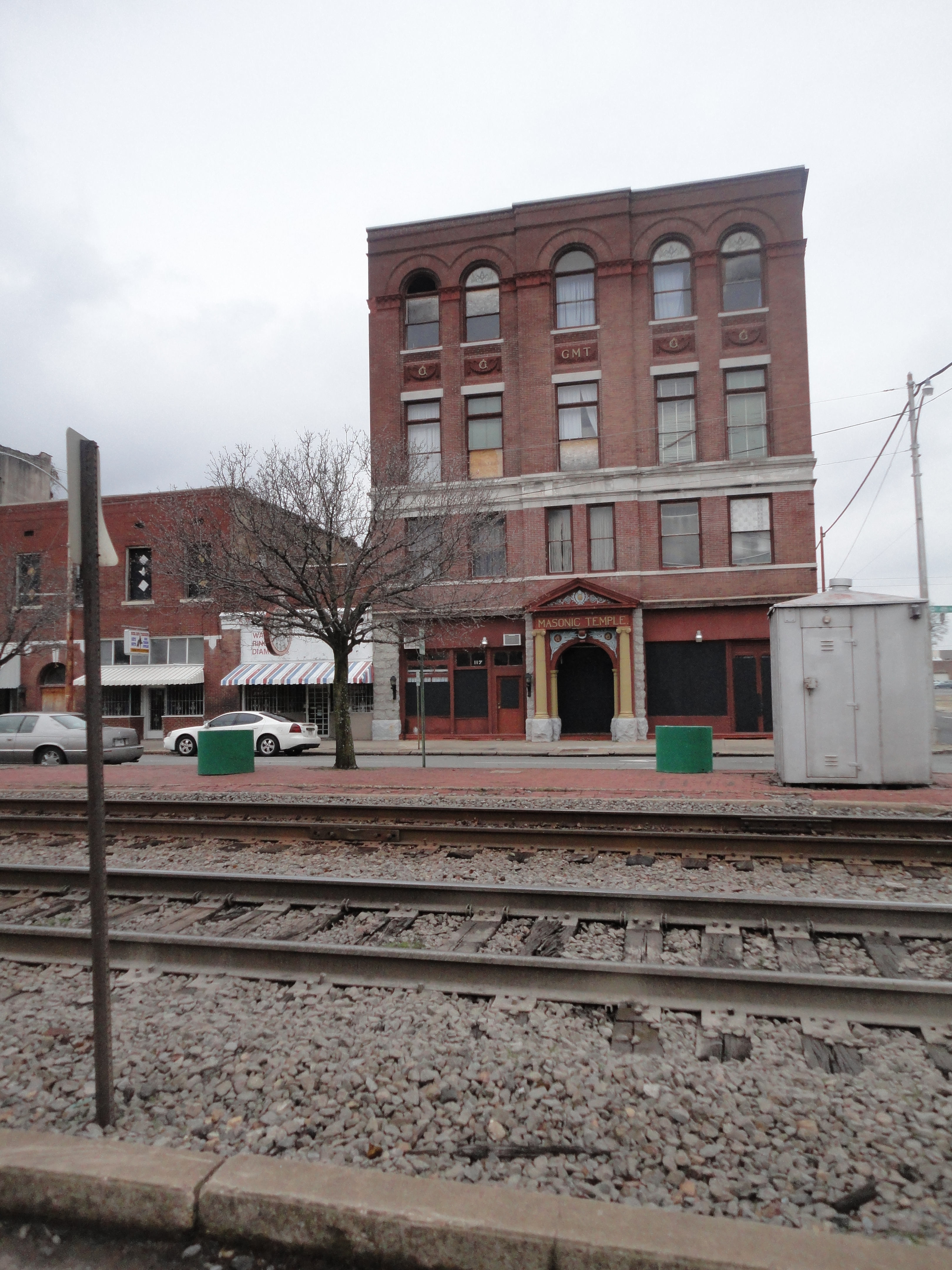
Il Masonic Temple a Pine Bluff.

Il Masonic Temple è uno storico edificio fraterno e commerciale a East Fourth Avenue e State Street a Pine Bluff, Arkansas. La raccolta di fondi per l'edificio è stata guidata da Joseph Carter Corbin e   J. N. Donohoo. Si tratta di un edificio in mattoni di quattro piani, costruito tra il 1902 e il 1904 dalla loggia massonica afroamericana dello stato, la Sovereign Grand Lodge of Free and Accepted Masons.All'epoca era l'edificio più alto di Pine Bluff. Il piano terra ospitava spazi commerciali, il secondo piano studi professionali e i piani superiori erano dedicati alle organizzazioni massoniche.
L'edificio è stato inserito nel registro nazionale dei luoghi storici nel 1978.